# Eva Maria Westbroek
Eva Maria Westbroek (Belfast, 26 d'abril de 1970) és una soprano neerlandesa. Una de les principals intèrprets actuals del repertori wagnerià.
Va estudiar en el conservatori de la Haia guanyant el First International Competition of the City of Rome i debutant a Aldeburgh el 1994 a Dialogues des Carmélites de Poulenc.
Entre 2001 i 2006 va ser membre de l'Òpera Estatal de Stuttgart i va actuar en el Festival de Bayreuth, Covent Garden, Bregenz, París, Ais de Provença, Berlín, Amsterdam i altres cases líriques.
Els seus rols inclouen Elisabetta a Don Carlo, Chrysothemis a Elektra, Tosca, Carlotta a Die Gezeichneten, Desdémona a Otello, Katerina Ismaylova a Lady Macbeth de Mtsensk, Sieglinde a Die Walküre, Elisabeth a Tannhäuser, L'emperadriu a Die Frau ohne Schatten, Lisa, Santuzza, Leonore, Donna Ana, Maddalena, Gutrune i Minnie a La fanciulla del West de Puccini i Didon a Les troyens de Berlioz. Entre el seu repertori de cambra es troba el cicle de "Wesendonck lieder" de Richard Wagner.
Va debutar en el Festival de Bayreuth el 2008, interpretant Sieglinde en la producció de L'anell del Nibelung de Tankred Dorst (estrenada el 2006), sota la direcció musical de Christian Thielemann i va repetir el paper l'any següent. El 2013 el va tornar a interpretar en el concert del bicentenari del naixement del compositor amb el mateix director, on també va cantar el Liebestod de Tristany i Isolda. Estava previst que el 2015 encarnés al personatge en la nova producció de Katharina Wagner, però el paper va recaure en Evelyn Herlitzius.
Va interpretar Elisabeth a Tannhäuser en el Teatre Municipal de Santiago de Xile. Aquest títol no es presentava feia més de trenta anys. El seu espòs, Frank van Aken, va ser company en aquest elenc.
El 2011, va participar en l'òpera moderna Anna Nicole, a la Royal Opera House, basada en la vida de la conilleta de Playboy Anna Nicole Smith. Durant aquest mateix any va formar part de l'elenc del cicle de l'anell al MET, on va interpretar Sieglind. Va formar part de la transmissió en directe d'aquesta òpera a nivell mundial, amb un gran elenc.
El 2013 va debutar en el paper que dona nom a l'òpera Francesca Polentani en la Metropolitan Opera House. Aquesta òpera va ser transmesa en directe en el cicle MET HD.
Filla del professor de geologia Peter Westbroek, la soprano està casada amb el tenor Frank van Aken.

## Discografia
- Puccini: La fanciulla del west / Carlo Rizzi, Netherlands Philharmonic Orchestra (2009, DVD)
- Shostakovich: Lady Macbeth Of Mtsensk / Mariss Jansons, Concertgebouw (2006, DVD)
- Wagner: Götterdämmerung / Lothar Zagrosek, Stuttgart (2002, DVD)
- Wagner: Die Walküre / Simon Rattle, Orquestra Filharmònica de Berlín (2007, DVD)
- Wagner: Die Walküre / Christian Thielemann, Festival de Bayreuth (2008)
- Turnage: Anna Nicole / Antonio Pappano, Covent Garden (2011, DVD)
- Wagner: Die Walküre/James Levine, Metropolitan Opera House (2012, DVD)